# Encopella tenuifolia
Encopella tenuifolia är en grobladsväxtart som först beskrevs av August Heinrich Rudolf Grisebach, och fick sitt nu gällande namn av Francis Whittier Pennell. Encopella tenuifolia ingår i släktet Encopella och familjen grobladsväxter. Inga underarter finns listade i Catalogue of Life.